# リトル・ロマンス
『リトル・ロマンス』（A Little Romance）は、1979年に公開されたジョージ・ロイ・ヒル監督のアメリカのロマンティック・コメディ映画。ダイアン・レインのデビュー作。

## 概要
パトリック・コーヴァンの小説『E=mc2 Mon Amour』(1977)を映画化したもので、脚本はアラン・バーンズとジョージ・ロイ・ヒル。アカデミー賞では、オリジナル作曲賞（ジョルジュ・ドルリュー）を獲得した作品でもある。
パリで出会ったフランス人の少年とアメリカ人の少女が恋に落ち、ヴェネツィアへの旅に出ることになり、そこで日没のため息橋の下で永遠の愛を誓う物語。

## あらすじ
パリ郊外でタクシー運転手の父と2人暮らしの少年ダニエルは、いわゆるIQの高い神童ゆえの孤独の日々をおくっているが、学校の課外授業でルーブル美術館を訪れた際、アメリカ人富豪の娘ローレンと出会う。実はローレンも神童だった。2人は交際をはじめるが、ローレンの誕生会の席でちょっとしたトラブルが発生し、それがきっかけでローレンの母親に交際を反対されてしまう。実は母は若い映画監督に夢中であり、そのことを知った父が2人を引き離すためにアメリカに帰ることを母に告げたことが、母の感情をゆさぶったのだった。
ルーブル宮殿の庭園で再会した2人は、ふとしたことでジュリアスという老人と知り合いになる。妻の墓参りに行く途中でどんなに愛していたかを詩を引用する。ローレンは「死後も天国でもっと深く愛するでしょう」と続け、「美しい詩ね、ブラウニングは好きよ」と答える。彼は2人にベネチアにある嘆きの橋（Bridge of Sighs）の下で日没の瞬間にキスした恋人たちは永遠の愛を手にすることができるというサンセット・キッスの伝説を語って聞かせ、ふたりの胸をときめかせた。ローレンは、両親が近くアメリカに帰国するのを知り、その前にサンセット・キッスの伝説を身をもって体験したいと考え、ロバート・ブラウニング夫妻が駆け落ちしたようにベネチア行きの決意を固める。ジュリアスの協力と勘違いで競馬で必要なお金を得た2人は、ジュリアスと共に早速ベネチア行きの列車に乗り込んだ。しかし、途中、イタリアにいることを友達ナタリーに入れた電話それを、ナタリーがはやとちり、捜査が開始される。さらにローレンが誘拐されたという新聞記事に。パリ警察は、同行している男が詐欺師でスリという証拠もつかみ、ベネチア警察へ協力要請をだしローレンの両親とともにイタリアへ。一方、途中で大切な金を紛失し途方にくれていた3人は、ヒッチハイクしながら先を急いだが、途中、車に乗せてくれたカップルからジュリアスは金を失敬し、自分の正体を子どもたちに話す。『ロミオとジュリエット』の舞台ヴェローナでどうするか迷った時、ジュリアスは「必要なのは普通の人の起こす奇跡が伝説につながっていること。その時、勇気と想像力が必要なのだ」という。2人の感謝の気持は変わらなかった。ジュリアスは警察に自首するが、2人の居所は日没まで教えなかった。ダニエルとローレンはようやくゴンドラに乗り、橋の下にたどりつく。教会の鐘が響きわたる中、2人はキスを交し、永遠の愛を誓い合う。

## キャスト
| 役名           | 俳優                           | 日本語吹替 | 日本語吹替   | 日本語吹替 |
| 役名           | 俳優                           | VHS版      | フジテレビ版 |            |
| -------------- | ------------------------------ | ---------- | ------------ | ---------- |
| ダニエル       | テロニアス・ベルナール         | 三橋洋一   | 松田辰也     |            |
| ローレン       | ダイアン・レイン               | 山田栄子   | 玉川砂記子   |            |
| ジュリアス     | ローレンス・オリヴィエ         | 杉田俊也   | 久米明       |            |
| リチャード     | アーサー・ヒル                 | 清川元夢   | 前田昌明     |            |
| ケイ           | サリー・ケラーマン             | 渡辺典子   | 寺田路恵     |            |
| ジョージ       | デヴィッド・デュークス         |            | 小川真司     |            |
| ナタリー       | アシュビー・センプル           |            | 鶴ひろみ     |            |
| ロンデ         | グラハム・フレッチャー＝クック |            | 池田真       |            |
| ボブ           | アンドリュー・ダンカン         |            | 原田一夫     |            |
| ジャネット     | クローデット・サザーランド     |            | 此島愛子     |            |
| ルクレール警部 | ジャック・モーリー             |            | 麦人         |            |
| 本人           | ブロデリック・クロフォード     |            | 加藤治       |            |

- フジテレビ版：初回放送1981年10月31日『ゴールデン洋画劇場』

## スタッフ
- 監督：ジョージ・ロイ・ヒル
- 製作：イヴ・ルッセ・ルアール ロバート・L・クロウフォード
- 脚本：アラン・バーンズ
- 撮影：ピエール・ウィリアム・グレン
- 音楽：ジョルジュ・ドルリュー
- 日本オリジナルイメージソング：パオ「サンセット・キス」